# Hansenocaris acutifrons
Hansenocaris acutifrons is een kreeftachtigensoort. De wetenschappelijke naam van de soort is voor het eerst geldig gepubliceerd in 1985 door Îto.